# Гричер-Чериковер, Григорий Зиновьевич
Григорий Зиновьевич Гричер-Чериковер (1893, Полтава — 5 мая 1945) — советский кинорежиссёр и сценарист.

## Биография
Родился в 1893 году (по другим данным, в 1900 году) в Полтаве, в семье купца второй гильдии Залмана Хаимовича Чериковера (1866—1933) и Фрейды Пинхусовны Чериковер (в девичестве Островской, 1872—?), уроженки Ромен. Дед, Хаим Михелевич Чериковер, также был полтавским купцом второй гильдии. Брат — архитектор Лазарь Григорьевич Чериковер, сестра — архитектор Эсфирь Зиновьевна Чериковер (1904—1978).
Учился в коммерческом училище в Полтаве. В 1918 году окончил Киевское художественное училище. В 1922—1923 годах учился на частных кинокурсах (впоследствии Госкинокурсы имени Б. В. Чайковского).
В кино с 1924 года (сначала как сценарист, затем как режиссёр). Работал на кинофабриках Госкино (1924—1925), Ленинградкино (1925—1926), с 1925 года на ВУФКУ в Одессе (с 1928 года также в Киеве), в 1930—1940-х годах на киностудии Украинфильм в Киеве (и с 1941 года в Ашхабаде, куда была эвакуирована Киевская киностудия), в 1944—1945 годах на Ашхабадской киностудии. Одна из тем творчества — фильмы о жизни евреев в местечках бывшей Российской империи, это такие известные кинокартины по мотивам произведений Шолом-Алейхема, как «Еврейское счастье» (1925), «Блуждающие звёзды» (1926), «Сквозь слёзы» (1928), а также «Накануне» (1927) и «Кварталы предместья» (о столкнувшейся с семейными предрассудками любви еврейской девушки и русского юноши-комсомольца, 1930), выходившие в прокат в разных языковых вариантах с титрами на идише, украинском и русском языках.
Был режиссёром по дублированию фильмов на украинский язык. В 1930-е годы был одним из пионеров жанра художественно-документальных «культурфильмов».
Один из героев произведений украинского писателя Юрия Яновского — романа «Мастер корабля» (1928, прототип Богдана) и сборника очерков «Голливуд на берегу Чёрного моря» (1928). Участник Первой мировой и Великой Отечественной войн (1942—1944).

## Семья
- Жена — Мария Григорьевна Гричер (урождённая Бегам, 1900—1985), из раввинской семьи.
  - Сын — Илья Григорьевич Гричер (1926—2007), фотокорреспондент «Комсомольской правды», заслуженный деятель культуры РСФСР[8][9].
- Двоюродный брат — Виктор Чериковер, филолог и историк-классик.
- Племянник — Михаил Лазаревич Чериковер, архитектор.
- Дяди (братья отца) — Илья Чериковер, историк; Элиэзер Чериковер, издатель.

## Фильмография

### Сценарист
- 1925 — Еврейское счастье (другое название «Менахем-Мендл», в соавторстве с Исааком Бабелем (титры), И. Тенеромо и Борисом Леонидовым, 1-я фабрика Госкино)[10]
- 1925 — Чёрное сердце (другое название «За чёрное сердце», с А. В. Быховским, 1-я фабрика Госкино)[11]
- 1926 — Северное сияние (с Б. В. Чайковским, Ленинградкино)[12]
- 1928 — Сквозь слёзы (по мотивам произведений Шолом-Алейхема «Мотл — сын кантора Пейси», «Зачарованный портной» и «Ножик»)[13]
- 1931 — Первый рейс (о поездке группы ударников на международном рейсе парохода «Абхазия», художественно-документальный)
- 1934 — Хрустальный дворец (с Лео Муром; также актёр)[14]

### Режиссёр
- 1926 — Блуждающие звёзды (по роману Шолом-Алейхема в адаптации  Исаака Бабеля)
- 1926 — Подозрительный багаж (другое название — «Апельсины из химугля»)[15][16]
- 1927 — Сорочинская ярмарка (по Н. В. Гоголю)[17]
- 1927 — Накануне (по рассказу А. И. Куприна «Гамбринус»)
- 1928 — Сквозь слёзы (по мотивам произведений Шолом-Алейхема «Мотл — сын кантора Пейси», «Зачарованный портной» и «Ножик»)[13]
- 1929 — Село весёлое (короткометражный, ВУФКУ Киев)
- 1930 — Кварталы предместья (Украинфильм)
- 1931 — Первый рейс (авторский художественно-документальный фильм о поездке группы ударников на международном рейсе парохода «Абхазия»)[18]
- 1934 — Хрустальный дворец (Украинфильм)[14]
- 1938 — Советская Молдавия (художественно-документальный звуковой фильм-обозрение в семи частях, Киевская киностудия)[19][20][21]
- 1942 — Годы молодые (Киевская и Ашхабадская киностудии)[22]